# Reação de Widal

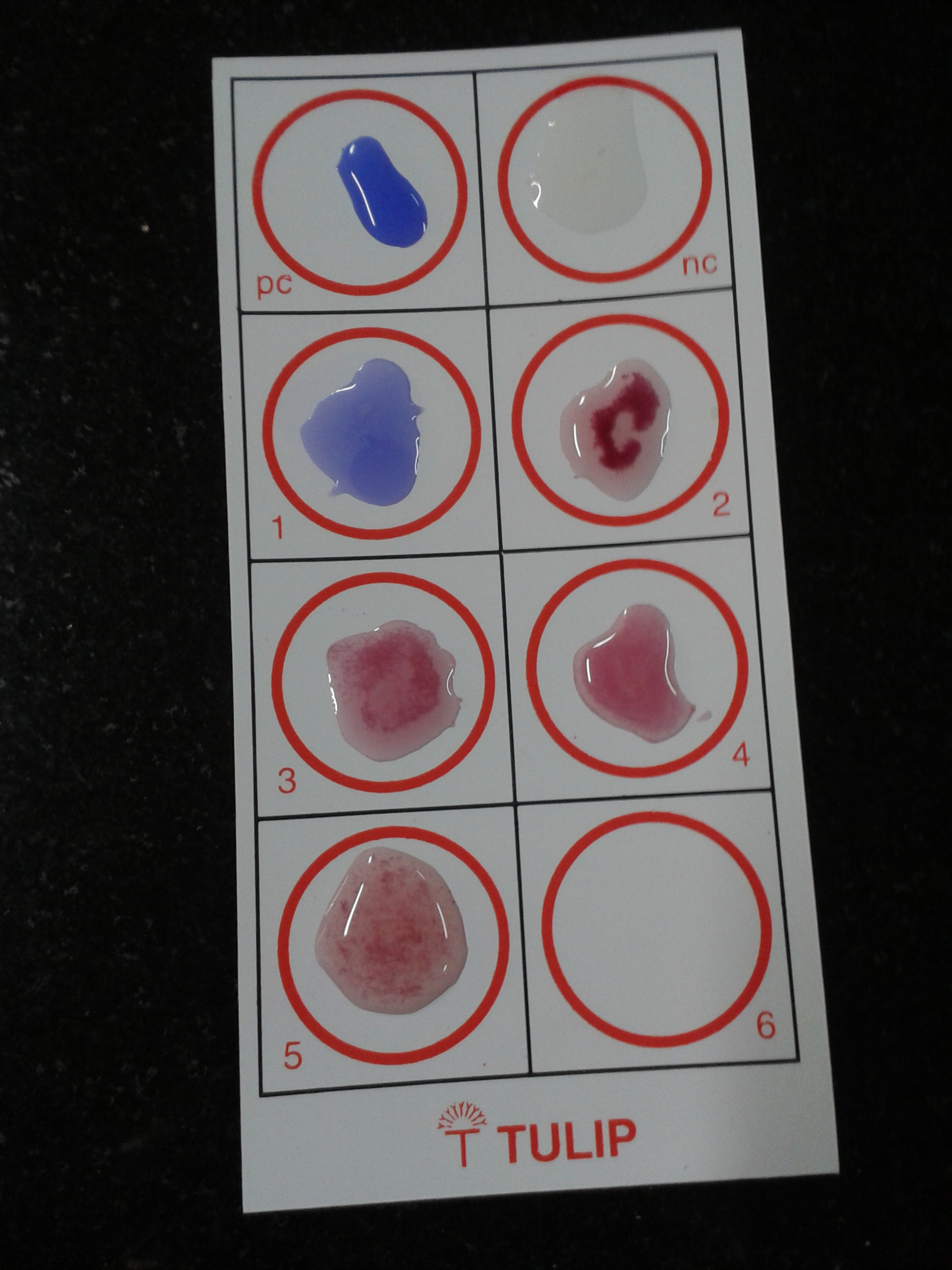
Um teste de Widal, mostrando aglutinação nas reações dos antigenos O e H correspondentes

A reacção de Widal, ou teste de Gruber-Widal, é um teste serológico presuntivo que permite detectar a infecção por bactérias do género Salmonella, em geral aplicado em indivíduos que apresentam sintomas de febre tifóide ou de brucelose. O teste consiste em verificar a aglutinação de anticorpos numa amostra de sangue após a adição de uma pequena quantidade dos antigénios O-somático e H-flagelar. Sendo apenas presuntiva e sujeita a frequentes falsos positivos, caiu em desuso na prática clínica, substituída por métodos de detecção directa em hemocultura e coprocultura e por testes de diagnóstico rápido como o Dip-S-Ticks (IgG), TyphiDot (IgG,IgM) e TUBEX  (IgM). O nome do teste resulta de ter sido inventado pelo médico francês Fernand Widal (1862-1929), com base no trabalho do higienista alemão Max von Gruber (1853-1927).

## Descrição
No caso da infecção por Salmonella, como por exemplo na febre tifóide, a aglutinação ocorre na presença dos antigénios O-somático e H-flagelar. Na infecção por Brucella, ou seja em caso de brucelose, a aglutinação apenas ocorre com o antigénio O-somático.
O método é susceptível de produzir falsos positivos, já que os indivíduos que tenham estado expostos a outras bactérias do género Salmonella, como por exemplo Salmonella enteritidis ou Salmonella typhimurium, ou mesmo a outros géneros da família Enterobacteriaceae, apresentam reactividade cruzada àqueles antigénios, produzindo falsas confirmações. Dado que as infecções com espécies entéricas do género Salmonella são comuns, são muitos os indivíduos que quando submetidos ao teste apresentam resultados positivos mesmo na ausência de febre tifóide ou de brucelose. Daí que os resultados positivos devam ser interpretados com grande prudência, considerando a história do indivíduo, particularmente no que respeita a anteriores febres entéricas, vacinação contra a febre tifóide e nível de anticorpos na população da região, em particular no caso de pessoas oriundas de regiões onde a febre tifóide seja endémica. Por estas razões a reacção de Widal é muito falível e caiu em relativo desuso, sendo apenas utilizada nos casos em que não sejam recolhidas amostras de sangue para hemocultura e fezes nos prazos adequados, especialmente quando já se tenha iniciado a antibioticoterapia.